# Рязаново (Курская область)
Рязаново — деревня в Курчатовском районе Курской области. Входит в Колпаковский сельсовет.

## География
Деревня находится на реке Ралутин (в бассейне Реута), в 47 км к юго-западу от Курска, в 15,5 км к юго-западу от районного центра — города Курчатов, в 6 км от центра сельсовета – Новосергеевка.
Климат
Рязаново, как и весь район, расположено в поясе умеренно континентального климата с тёплым летом и относительно тёплой зимой (Dfb в классификации Кёппена).

## Население
| 2002 | 2010 |
| ---- | ---- |
| 117  | ↘71  |

## Инфраструктура
Личное подсобное хозяйство.

## Транспорт
Рязаново находится в 30,5 км от федеральной автодороги М2 «Крым», в 13 км от автодороги регионального значения 38К-017 (Курск – Льгов – Рыльск – граница с Украиной), в 8,5 км от автодороги 38К-010 (M2 – Иванино), в 8 км от автодороги 38К-004 (Дьяконово – Суджа – граница с Украиной), в 2 км от автодороги межмуниципального значения 38Н-086 (38К-004 – Любимовка – Имени Карла Либкнехта), в 1,5 км от автодороги 38Н-090 (38Н-086 – Колпаково – Иванино), в 13,5 км от ближайшей ж/д станции Блохино (линия Льгов I — Курск).